# Новый Судан

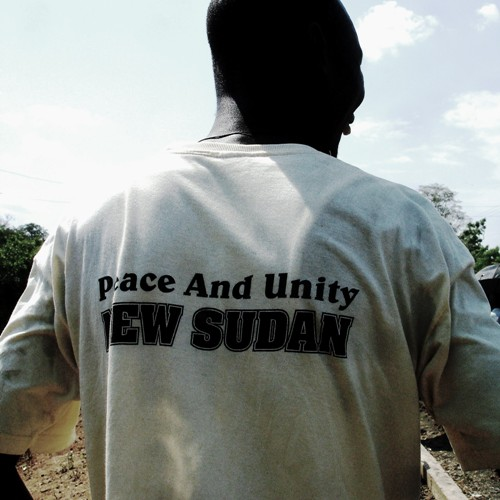
Южносуданский сторонник «Нового Судана» Джона Гаранга в 2008 году

Новый Судан (араб. السُّودَانُ الْجَدِيدُ, латинизировано: Āl-Südān(u) āl-Jadīd(u) — концепция, идеология и политический проект направленный на реструктуризацию Судана. Концепция была предложена и пропагандируется Народной армией освобождения Судана и военизированными формированиями Народно-освободительного движения Судан—Нортхэнд. Концепция была разработана во время Второй гражданской войны в Судане. В первоначальном оригинальном манифесте SPLM, Новый Судан описывался и представлялся как предлагаемое единое и светское суданское государство. Видение Нового Судана было разработано бывшим президентом Южного Судана и сторонником демократического и плюралистического государства, Джоном Гарангом который, в 1991 году назвал бригаду элитных сил находившихся под его непосредственным командованием в честь этой концепции. Он выступал за Новый Судан как демократическое и плюралистическое государство, хоть и не был борцом за независимость, и предпочитал Судан в качестве федерального государства. Благодаря его левым взглядам, он настроился на демократические устремления и на социальную справедливость. Вероятно, он принял эту политическую линию из-за распада восточного блока и сближение с американцами которые всё больше сталкивались с исламистским режимом в Хартуме. Также это нашло отражение в замене красной звезды на флаге движения на жёлтую, которая 1990-х годах символизировала надежду.
В 1994 году, группировка SPLA/M организовала Национальный сьезд Нового Судана. В результате сьезда в 2011 году, концепция переопредилила Новый Судан как политическую систему управления территориями и регионами, находящиеся под контролем SPLM. После смерти Джона Гаранга в 2005 году и обретения независимости Южным Суданом в 2011 году, а также последовавшего за этим снижения мультикультурализма, дискурс Нового Судана стал менее заметной чертой и явлением в суданской политике, и концепция была частично отвергнута.

## Новый Судан в качестве государства
В ходе продолжающейся гражданской войны в Судане и в результате её политического раскола, концепция Нового Судана стала существенным и значимым элементом политической философии воссозданной фракции Народно-освободительного движения Судана, под названием Народно-освободительное движение Судан-Север.
В июне 2024 года журналисту Николасу Кейси из New York Times разрешили посетить оплот Народно-освободительного движения Судана-Север во главе с Абдель Азизом аль-Хилу в Нубийских горах. Кейси сообщил что гражданская война отвлекла CBC от нападения на SPLM-N и позволила им перейти в наступление, захватывая территорию в «устойчивом темпе». Территорию которую они контролируют, они называют «Новым Суданом». Их столица это фермерский городок Кауда, где повстанческое правительство выдает водительские права и свидетельства о рождении, и где есть своя судебная система, состоявшая из «судей-добровольцев» решающих от споров о приданном, до дел об убийствах. Также у них есть школы с преподаванием на английском языке. Обеспокоенность группировки вызывает сотни тысяч перемещённых лиц, пребывающих на её территорию из других частей Судана, из-за разрушительной засухи, нехватки продовольствия и правительственных авиаударов.
Николас Кейси описывает SPLM-N (al-Hilu) как «одну из немногих повстанческих групп, утверждающих, что они борются за демократию западного образца. У них есть своя конституция, и они призывают к созданию светского государства в Судане».